# Title (álbum de Meghan Trainor)
Title es el primer álbum de estudio de la cantante estadounidense Meghan Trainor. Epic Records lo publicó el 9 de junio en Australia y Nueva Zelanda, y el 13 del mismo mes en territorios como Estados Unidos y Canadá. Trainor coescribió todos los temas y contó con la ayuda de compositores y productores, tales como Kevin Kadish, Chris Gelbuda, J. R. Rotem, The Eleven, entre otros. El álbum incluye los géneros como el blue-eyed soul, doo-wop y pop. La cantante dijo que el álbum era un trabajo honesto y para todas las edades, y que su escritura reflejaba los cambios en su vida y su proceso artístico. Title fue inspirado por el estilo retro de las grabaciones de los años 1950 y 1960.
Según Metacritic, el álbum tuvo una recepción mixta por parte de los críticos de música profesionales, y obtuvo 59 puntos sobre 100 sobre la base de trece críticas. Stephen Thomas Erlewine, de Allmusic, llamó al álbum «enganchador» y con un «arte bien definido». Otros críticos compararon el material con las artistas británicas Amy Winehouse y Lily Allen, mientras que otros lo llamaron insustancial. Entre tanto, Title contó con una buena recepción comercial, ya que alcanzó la primera posición en territorios como los Estados Unidos, Australia, Reino Unido, Escocia, Nueva Zelanda y Canadá. También se posicionó en el top 10 en otros países más.
Para promover el álbum, la discográfica lanzó cuatro sencillos oficiales, que contaron con una recepción comercial positiva. El principal, «All About That Bass», alcanzó la primera posición en la lista Billboard Hot 100 por ocho semanas consecutivas, además de lograr la primera casilla en Reino Unido, Alemania, así como en cincuenta y ocho países. Además, recibió dos nominaciones al premios Grammy, como Grabación del año y Canción del año, perdiendo ambas ante «Stay with Me» de Sam Smith. El siguiente sencillo, «Lips Are Movin», llegó a la cuarta casilla en Estados Unidos, así como al top cinco en países como Australia, España, Irlanda, Nueva Zelanda y Reino Unido. El tercer sencillo «Dear Future Husband», llegó al top 20 en Estados Unidos, España, Escocia y Reino Unido. Mientras que el último sencillo «Like I'm Gonna Lose You», a dúo con John Legend, encabezó las listas de Australia y Nueva Zelanda.
La intérprete ofreció numerosas presentaciones como parte de la promoción del disco, entre las que se destaca su interpretación en los programas de televisión, The Tonight Show Starring Jimmy Fallon y en The Ellen DeGeneres Show, donde la conductora le otorgó una placa de platino de Sony Music para su primer sencillo. También se presentó en los Country Music Association Awards, al lado de Miranda Lambert y en los iHeartRadio Music Awards de 2015. Para seguir promocionando el material, Trainor inició el That Bass Tour, que recorrió América del Norte, Oceanía, algunos países de Asia y Europa.

## Antecedentes y lanzamiento
En julio de 2014, Trainor dijo que planeaba terminar su álbum debut en septiembre. A mediados de agosto, ya estaba terminada la grabación, sin embargo Trainor comentó en USA Today que una canción que fue escrita en ocho minutos iba a ser grabada para álbum el mismo día. La artista también explicó que el álbum tendría unas cuantas power ballads y que Kevin Kadish, estaría a cargo de gran parte de la producción del material discográfico. Además contó que el productor de Nashville, Chris Gelbuda, también estuvo involucrado con la producción del disco, así como Jesse Frasure, con quien previamente había coescrito «DJ Tonight» de Rascal Flatts, para su álbum Rewind (2014). El 30 de agosto, Trainor en una entrevista con Jim Sullivan de Cape Cod Times, comentó que Title, podría ser lanzado en noviembre o diciembre de 2014, sin embargo, en otra entrevista, esta vez con Billboard el 21 de septiembre, confesó que el álbum estaba «casi listo», solo que había una canción por completar, al tiempo bromeaba: «Estoy salvando enormes sencillos para [Title]».
En octubre de 2014, luego de que Trainor tomara un descanso de dos meses, al desarrollar pólipos  en las cuerdas vocales, Kadish usó los demos como guías en el estudio de grabación. Después de haber reposado su voz, Trainor se desanimó inicialmente, porque su voz era más débil que antes. Algunas pistas del álbum tuvo que grabarlas acostada en una cama, que el productor [Kadish] había preparado en el estudio, para que su voz «sonara más fuerte». En una entrevista con Stacy Lambe de Out, Trainor dijo: «En el primer álbum, muestras lo que puedes hacer y luego en el segundo álbum, puedes hacer lo que quieras. Y eso es lo que voy a hacer».
| «[...] En lo que a ella respecta, «Bass» es el primer de muchos himnos que va a escribir para jóvenes, son canciones de «empoderamiento femenino», dice ella, como «Yo me amo, soy bella», son canciones que le hubiesen gustado tener desde antes de ir a la secundaria. —Jim Sullivan de Boston Common, sobre Trainor. |

Según la cantante, Title es un álbum «muy honesto» para todas las edades, y que su escritura refleja los cambios en su vida y su proceso artístico. La cantante mira al álbum como una fuente de empoderamiento para los jóvenes, escribiendo canciones que le hubiese gustado tener antes de entrar en la escuela secundaria. El sonido del álbum fue inspirado por el estilo retro de las grabaciones de los años 1950 y 1960.
El extended play homónimo, que incluía «All About That Bass», «Close Your Eyes», «Dear Future Husband» y «Title», se lanzó en formato de disco compacto y descarga digital el 9 de septiembre de 2014. El 24 de septiembre, durante el iHeartRadio Music Festival, confirmó que John Legend estaría presente en el álbum, después de que en agosto afirmara que era una posibilidad el dúo. El 20 de octubre se publicó la pre-orden del disco en la tienda de descarga iTunes, de inmediato el EP fue sustituido el mismo día ya que este ofrecía cuatro canciones que estarían presentes en el álbum, sin embargo el EP no fue reemplazado en formato físico. Finalmente, el 9 de enero de 2015, el álbum estándar y la versión de lujo fue lanzado oficialmente en Oceanía.

## Contenido musical
Trainor compuso todas las canciones del álbum, tanto de la versión estándar como de la versión de lujo, sin embargo, en algunas cuenta con la colaboración de los compositores Kevin Kadish, Jesse Frasure, Shy Carter, Brett James, Justin Weaver, Caitlyn Smith, Karen Thronton, James y Mateo Morales de The El3ven y Julio David Rodríguez. Musicalmente, comprende principalmente los géneros bubblegum pop, doo-wop, pop rock y blue eyed soul. Stephen Thomas Erlewine opinó que el álbum muestra un equilibrio entre la vieja escuela del hip hop y los grupos femeninos tradicionales. El disco inicia con un interludio «The Best Part», que declara el deleite que le produce componer, tiene similitudes con «Mister Sandman» (1954) de Pat Ballard. La siguiente pista, «All About That Bass», comprende un hook de garabato, que funge además como una canción con mensaje positivo, la letra hace referencia a «SexyBack» (2006) de Justin Timberlake, además fue comparada con trabajos de artistas como Rosemary Clooney, Eydie Gormé y Doris Day. «Dear Future Husband», siguiente pista fue compuesta por Trainor y Kadish, con estilo doo-wop, se abre con una melodía con fonógrafo, para pasar a un ritmo más movido, la canción contiene letras anticuadas que enumeran las cualidades que sus intereses amorosos deben conocer antes de declararsele, la canción presenta influencias de «Runaround Sue» de Dion DiMucci y «Quarter to Three» (1961) de US Bond.

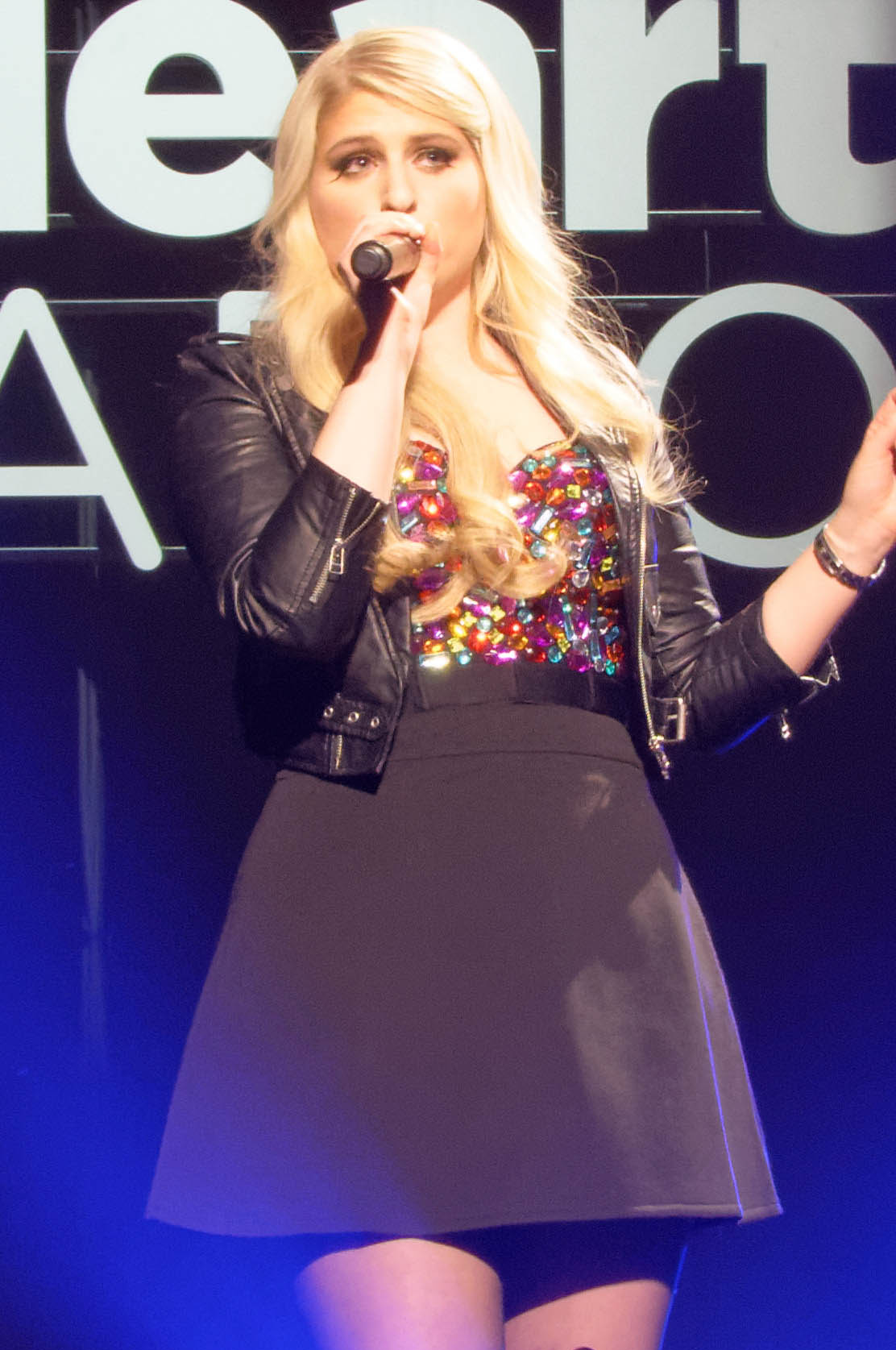
Meghan Trainor durante un concierto en Filadelfia, Estados Unidos, donde interpretó varias canciones del álbum.

La cuarta pista «Close Your Eyes», es una balada moderna, en donde se trata de ignorar la negatividad y amarse a uno mismo, la canción está respaldada por una guitarra acústica y violín que matiza la voz soul de Trainor en el tema. El estilo de la pista recuerda las obras del dúo italoestadounidense Santo & Johnny. «3am» es una balada sentida que sirve como una llamada de un ebrio, que luego se transforma en lamento. La letra del tema, abarca la inseguridad que muestra Trainor, a pesar de ser una mujer independiente en torno a su exnovio. «Like I'm Gonna Lose You» es un dueto entre Trainor y John Legend, de aspecto suave, la pista contiene una destacada influencia del R&B. La canción trata sobre amar a alguien y el miedo de perderle. Melanie Sims de The Lowell Sun llamó la voz de Trainor como destacada, mientras que la voz de Legend fue descrita como «sincera». El tema ha sido comparado con las obras de Marvin Gaye y Tammi Terrell, y «Tattooed Heart» de Ariana Grande. La siguiente pista «Bang Dem Sticks», es una canción estridente y sugerente, contiene un tema más procaz que las pistas anteriores, y la letra representa la atracción de Trainor por los bateristas. La canción sigue un ritmo de percusión simple, con una combinación de bocina y tambores. aunado a un rapeo con dialecto de sureño. Rebecca Mattina de Channel Zero, opinó que la voz de Trainor tenía «garra» y el rap llenó de actitud a la pista.
«Walkashame», se enlaza temáticamente con «3am», ya que ambas representan pasos en falso en relaciones amorosas y mensajes de autoconciencia, una pista cómica, que se ocupa del tema de la resaca. El contenido lírico del tema, muestra a Trainor expresando vergüenza, defendiendo una historia de dirigirse a casa despreocupadamente después de una estancia de una sola noche no planeada. Melanie Sims escribió que la canción retrata a Trainor, como la «chica divertida de al lado». La canción que le da nombre al álbum, es una pista optimista y pegadiza, en donde mezcla coros con ukulele y trompa de folk pop, con un ritmo de percusión programado. Contiene un puente influenciado en el ska, con palmas y efectos sutiles modernos. La letra del tema, retrata a la artista exigiéndole a su amante poner un nombre en su estado civil. Christina Garibaldi de MTV News, escribió que la canción sirve como lección para las mujeres a mostrarse indiferentes a las relaciones de «amigos-con-beneficios». «What If I», décima pista, es una balada «soñadora», influenciada en los años 50, reflexiona sobre los peligros del sexo en una primera cita y se hace eco de un sentimiento más personal de la canción «Will You Love Me Tomorrow» (1960) de Shirelles, el arreglo de cuerda en la pista, ha sido comparada con los trabajos de Etta James, y con el tema «Since I Don't Have You» (1958) de The Skyliners. Rebecca Mattina de Channel Zero, describió la voz de Trainor en la canción, como «delicada» y «potente». La edición estándar del álbum cierra con «Lips Are Movin», una pista de bubblegum pop y doo-wop, se utiliza un formato de «medio canto / medio rapeo», con una melodía de retro soul y una percusión pesada, la canción comparte la misma línea que «All About That Bass», así como también comparte el mismo tema de relación amorosa, presentes en «3am» y «Walkashame». Stephen Thomas Erlewine de Allmusic, llamó al tema «el nuevo renacimiento vistoso milenario de Amy Winehouse».
La primera pista de lujo —decimosegunda en general— «No Good For You», contiene elementos de ska, que recuerdan a Lily Allen, se abre con un rasgueo de guitarra y trompeta, la canción dice directamente lo que piensa Trainor de un hombre problemático. «Mr. Almost» y «My Selfish Heart», relatan como estar en una relación sentimental sana, la primera es una colaboración en un verso del tema, por el rapero estadounidense Shy Carter, mientras que la segunda, Trainor realiza un verso rapeado, así como también contiene un gancho «shoo-wop». La última pista «Credit», se muestra a Trainor interrogando a la nueva novia de su examante, sobre los rasgos positivos que su novio tiene. Desinteresada en él, Trainor le pide a la nueva novia de su ex darle crédito «donde es debido». Garibaldi escribió que en la canción Trainor habla de cómo hizo a su exnovio «fresco y como le dio swag».

## Recepción

### Comentarios de la crítica
Title recibió reseñas mixtas por parte de los críticos musicales. En Metacritic el álbum obtuvo una calificación promedio de 59 de 100, basada en trece reseñas, lo que indica «críticas mixtas». En AnyDecentMusic? consiguió una puntuación de 5.0 sobre 10 basada en quince reseñas, mientras que la página Kritiker, sitio que recopila críticas de Suecia, tiene una puntuación de 2.6 de 5, lo que indica «críticas mixtas en general».
Stephen Thomas Erlewine, editor sénior de Allmusic, le dio al álbum tres estrellas y media, de cinco, y dijo que Title tenía una táctica deliberada, que era «enganchar al público, con una canción novedosa, para luego confiar en un arte bien definido, para el resto del álbum». Melissa Maerz de Entertainment Weekly, expresó que el afecto de Trainor por estilos musicales antiguos como el blue eyed soul y el doo-wop, hará que «las abuelas y los muchachos que le gusta el estilo vintage apreciaran su trabajo, que tomarán prestados sus chaquetas de punto», además la llamó una «artista pop con gran encanto» y que aumentaría su popularidad como artista. La editora escogió a «All About That Bass» y «Dear Future Husband», como los momentos más destacados del álbum. Por su parte Arnold Chuck de la revista musical Rolling Stone, llamó a Title «encantadoramente anticuado», así mismo comparó el trabajo con las obras de Amy Winehouse y elogió el que Trainor haya coescrito cada uno de los temas. Del mismo modo, Brandon Taylor de Sputnikmusic, felicitó a Trainor por coescribir todas las canciones, sin embargo llamó al álbum «sin sustancia», al tiempo que se refiere a él como «lo suficientemente corto como para no ser demasiado estancado en la misma sensación de sonido». Jaime Cristóbal del sitio web español Jenesaispop, le dio al álbum una puntuación de 7,7 sobre 10, este afirma que hay varios «hits para un futuro», y que el álbum se destaca porque en cada canción, Trainor rapea o «su estilo vocal es totalmente contemporáneo», que hace recordar a artistas soul blanco de la escuela de Winehouse/Allen.
Elysa Gardner de USA Today, le dio al álbum tres estrellas de cuatro, y dijo que las letras del álbum son apenas «más progresistas», y señaló que Trainor quiere todas las cosas convencionales que «las chicas y chicos han añorado en un tema de amor», sin embargo reclama que la cantante al tratar de alardear de su sentido moderno de la autonomía, puede llevar su necesidad, irónicamente, como una «insignia de fuerza».
Lewis Corner de Digital Spy, llamó a Title una «extensión de lo que el público amo de "All About That Bass"». Lo llamó «pop simple, pero eficaz» y una «grabación agradable», pero «no espere que nada vaya mucho más profundo que ese bajo». Lauren Murphy de The Irish Times, comentó que gran parte de Title tiene las «mismas melodías descaradas y de enpoderamiento», pero aclaró que «la diversión, deja sin vapor el curso del álbum». 
En una crítica mixta, Carl Wilson de Billboard, declaró que alguna de las canciones del álbum, pueden ser los mensajes que los admiradores de Trainor quieren y tienen que oír, pero se hacen reiterativos, y la enmarcación musical retro que ofrece valores sanos, «amenaza con parecerse pintoresca y empalagosa», sin embargo, enfatiza que no se pueden perder las habilidades de la artista, con «ganchos melódicos y rítmicos» y «frases irónicas», junto a su «flexible voz fluida». El editor termina relatando que la debilidad de Trainor es su «recolección de cherry picking» y su «compulsión de mostrarse adorablemente relatable y socialmente correcta a la vez», pero que su carrera vivirá más de su año de desglose si «puede madurar en la originalidad y el desorden de su humanidad, con la misma vivacidad». Del mismo modo, Marc Hirsh del periódico The Boston Globe, opinó que para bien o para mal Title es «más de lo mismo», no obstante da a conocer que el álbum es «infelizmente pegadizo», sin embargo califica a Trainor como una «saqueadora antes que nada».
Jim Farber de The New York Daily News, expresó que ella y Bruno Mars, se destacan como las únicas estrellas de pop actual que reviven la franja de la música de los sesenta y cincuenta, así también alabó la voz y el estilo de escritura «ingeniosa» de Trainor, sin embargo, en el transcurso del álbum, la artista cruza la línea de la confianza a la presunción. Hellen Brown de The Daily Telegraph, llamó al álbum «implacablemente lindo», y que este muestra «melodías perfectamente cuidadas, y reciclaje retro», sin embargo comentó que con Title, Trainor ofrece «tantas calorías vacías como el concursante más vacío de un show de televisión». Alexa Camp de Slant, comentó que el álbum «en última instancia es pálido», y que es confuso que la carrera de Trainor se haya sostenido, viendo que artistas similares a ella como Duffy, vieron sus carreras menguar rápidamente. Por su parte Dan Weiss de la revista Spin, escribió que: «si 'Title' termina por ser una entrada para adolescentes conscientes del cuerpo, para tener acceso a alguno de los susodichos(...) más poder para ella», y agrega: «Pero si realmente era tan inteligente como en su comunicado de prensa y titulara el álbum como It Girl With Staying Power, realmente podría tener permanencia en el poder».
En una crítica negativa, Micael Wood de Los Angeles Times, consideró que Title era «alegre, astuto, pero irritante», y opinó que «básicamente ofrece una docena de variaciones de "All About That Bass"». Wood continuo con la crítica, diciendo que había temas «no examinados» contrarios a la grabación, y criticó que en ciertos patrones vocales de Trainor, se asocian típicamente con «cantantes negros». Tshepo Mokoena de The Guardian, sintió que el álbum estaba lleno de «contradicciones líricas» y carecía de consistencia. En su crítica Mokoena, bromeó «viene con ganchos pegadizos, cantados en un afectado acento sureño, no para componer canciones íntimas y profundas».

### Recibimiento comercial
En los Estados Unidos, Title debutó en la primera posición de Billboard 200, en la entrega del 31 de enero de 2015, reemplazando a 1989 de Taylor Swift, con un total de 238 000 unidades, de las cuales 195 000 fueron por ventas tradicionales, Keith Caulfield de Billboard aseguró que fue un «debut impresionante», considerando al mes de enero, como un mes de bajas ventas de álbumes. El último álbum lanzado en enero, con un total de ventas mayor fue Believe Acoustic (2013) de Justin Bieber, además Title marcó el mejor debut de un primer álbum de una artista femenina, desde I Dreamed a Dream (2009) de la británica Susan Boyle, y el primer número uno de un artista de Epic Records, desde que Sara Bareilles lo hiciera con Kaleidoscope Heart (2010). El álbum además debutó en la primera posición de los listados Digital Albums y Top Album Sales, e impulsó a la cantante hasta la cima del Artist 100 de Billboard.
En las siguientes dos semanas, el álbum descendió al tercer puesto y se mantuvo en dicha posición, al vender 86 000 y 68 000 copias, lo que significó un descenso del 64% y 21% respectivamente en ventas. Luego descendió tres casillas y permaneció en la sexta posición dos semanas seguidas, al comercializar un total de cincuenta y nueve mil copias en la semana del 21 de febrero, y 72 000 en la semana del 28 del mismo mes. En total el álbum ha permanecido quince semanas no consecutivas dentro del top 10 de Billboard 200, gracias a eso, la Recording Industry Association of America (RIAA), le otorgó al álbum un disco de platino por comercializar un millón de copias legales en ese territorio.
En Canadá, el álbum también debutó en la primera posición de Canadian Albums, al vender doce mil copias en su semana de estreno según Nielsen Soundscan, Title solo permaneció tres semanas dentro del top 10, sin embargo la Canadian Recording Industry Association (CRIA) le otorgó un disco de oro el 17 de marzo de 2015, por vender en total cuarenta mil ejemplares. 
En México el álbum figuró en la posición treinta y seis del Top 100 México.

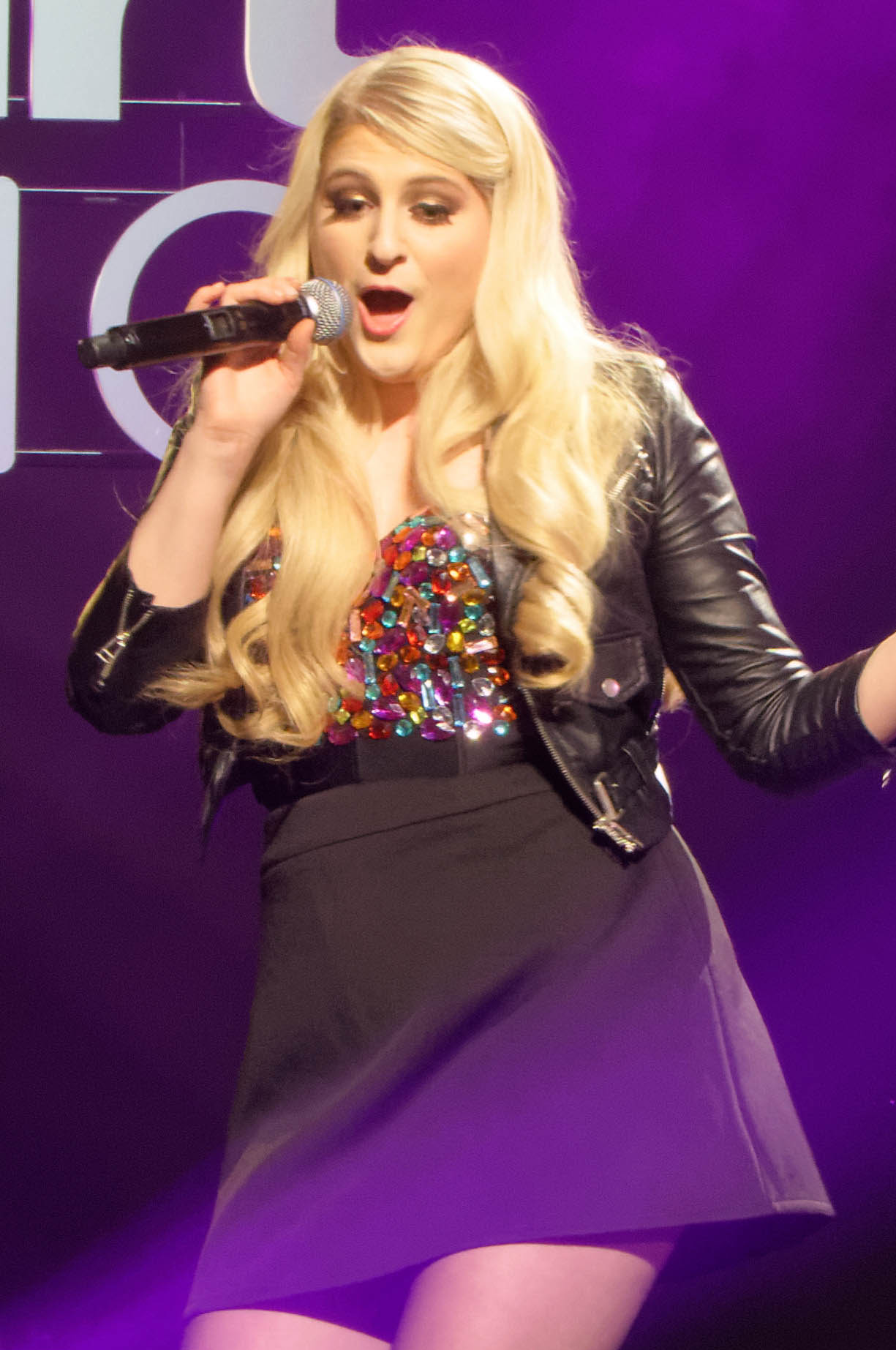
Meghan Trainor interpretando «Dear Future Husband» durante el Jingle Ball Tour en diciembre de 2014.

En Alemania, debutó y alcanzó su máxima en la posición catorce de Offizielle Top 100, en Austria, se posicionó en la casilla trece del listado Top 75 Longplay de Ö3 Austria Top 40, como debut, En las regiones flamenca y valona de Bélgica, escaló hasta los puestos cincuenta y cinco y cincuenta y siete, respectivamente en las listas publicadas por Ultratop. En Dinamarca y Noruega, entró en la décima y octava casilla, convirtiéndose en top diez en ambos territorios, en el primero permaneció dos semanas —no consecutivas— en su máxima. En España, consiguió debutar en la cuarta casilla, de Top 100 Álbumes, luego duró dos semanas consecutivas en la novena posición, para permanecer tres semanas seguidas dentro de los diez más vendidos. Por otro lado, alcanzó el número trece en Finlandia, el treinta en Francia, el catorce en Grecia y el cuarenta en Hungría, mientras que en Polonia alcanzó a certificar un disco de oro, de parte de la Związek Producentów Audio Video (ZPAV), gracias a que comercializó más de 10 000 unidades, todo eso, sin siquiera ingresar al listado principal. En los Países Bajos ocupó la casilla dieciséis, mientras que en Portugal alcanzó la posición veintisiete. En Suecia y Suiza, logró posicionarse dentro del top cinco de los más vendidos, al estar en la quinta y segunda casilla, respectivamente. En el Reino Unido, el álbum vendió 25 246 copias en su debut, cinco mil más que x de Ed Sheeran en su primera semana, por lo que debutó en el primer lugar de la lista UK Albums Chart. En total, el álbum ha permanecido once semanas no consecutivas dentro del top diez, la British Phonographic Industry (BPI) le concedió un disco de oro por comercializar más de 100 mil unidades. En el primer trimestre del año, el álbum se posicionó como el undécimo más vendido. al vender más de cien mil copias. Simultáneamente también debutó en la primera posición en Escocia, mientras que en Irlanda alcanzó la cuarta casilla.
Por otra parte, el álbum entró en algunos países de África y Asia. En Sudáfrica, se posicionó en la decimoquinta entrada, mientras que la edición de lujo del álbum alcanzó la posición cuarenta y nueve y nueve en Corea del Sur en el listado nacional e internacional, en Japón sólo logró la posición cincuenta y ocho. En Australia, el álbum debutó en el primer lugar de la ARIA Top 50 Albums, así se convierte en el primer disco debut de una artista mujer en posicionarse en la primera posición, la última fue la ganadora de The X Factor de ese país, Dami Im con su álbum homónimo en 2013, además de ser el primer álbum de Epic en llegar a dicha posición desde The Essential Michael Jackson (2009). El álbum sólo duró una edición en el primer lugar, sin embargo a la fecha, continua en el top diez, por lo cual la Australian Recording Industry Association (ARIA) le concedió un disco de platino, gracias a las ventas de 70 000 materiales en dicho país. Del mismo modo, debutó en la primera posición en Nueva Zelanda, puesto que retuvo la siguiente semana, además de permanecer dentro del top diez, diez ediciones de manera no consecutiva, logrando la primera posición nuevamente en la entrega del 10 de agosto de 2015, por tal motivo Recorded Music NZ (RMNZ) le otorgó un disco de oro, por 7500 ejemplares legales.
De acuerdo a la Federación Internacional de la Industria Fonográfica (IFPI), Title fue el noveno álbum más vendido del 2015, con 1.8 millones de copias vendidas globalmente.

## Promoción

### Sencillos
El 30 de junio de 2014, Trainor estrenó el primer sencillo de Title, «All About That Bass», el 30 de junio de 2014. La canción contó con un éxito comercial. Alcanzó la primera posición de Billboard Hot 100 donde permaneció por ocho semanas consecutivas, además por otro lado, se ubicó la primera posición en cincuenta y ocho países, entre que destacan, Alemania, Australia, Canadá, España, Irlanda, Nueva Zelanda y Reino Unido. Según la Federación Internacional de la Industria Fonográfica (IFPI), el sencillo vendió once millones de copias a nivel mundial, convirtiéndose en uno de los sencillos más vendidos en el mundo.   
Jacob Bernstein de The New York Times señaló que en la canción, la positividad que se le da al cuerpo, le atribuye sustancialmente al éxito comercial, el escribió que «las cuestiones de la imagen corporal son un recurso infinitamente renovable para las estrellas y sus seguidores adolescentes del pop. En particular, en la era del instagram y las selfies». Además, recibió dos nominaciones al premios Grammy, como grabación y canción del año, perdiendo ambas ante «Stay with Me» de Sam Smith.

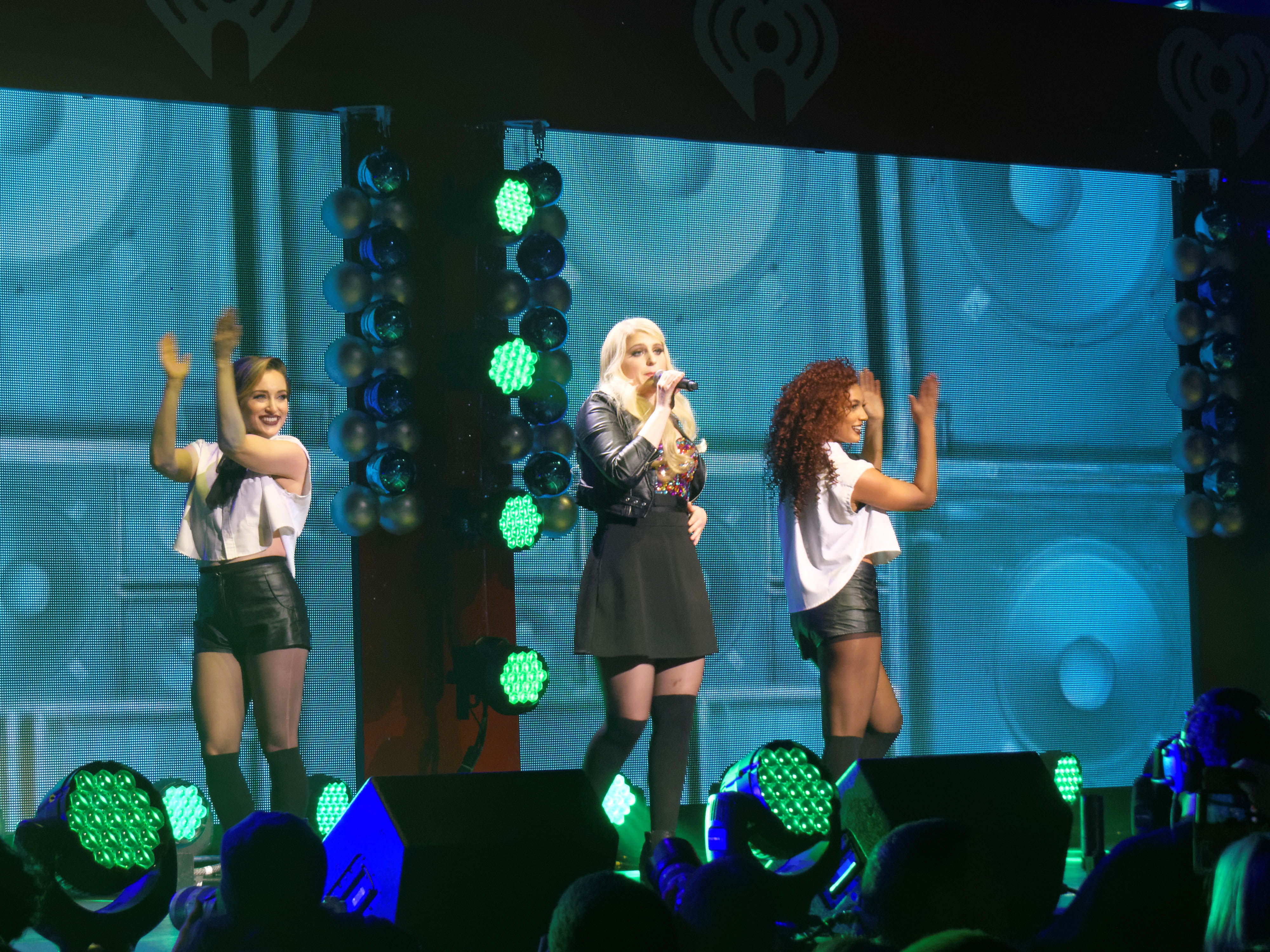
Trainor durante el Jingle Ball Tour, interpretando «All About That Bass», sencillo principal del álbum.

 Por otro lado, los críticos presentaron diferentes posturas sobre la canción. Caroline Sullivan del diario The Guardian escribió que la canción tenía: «un papel decisivo que desvirtuava la idea de que los traseros pequeños eran los mas atractivos, propagada por los medios de comunicación» y expresó que la pista «tenía el aura de una difícil victoria contra la autoduda». Evan Sawdey de PopMatters elogió la letra del tema, para la exhibición de la personalidad de Trainor y escribió que era «una de las canciones más divertidas del 2014». El editor de Yahoo Music!, Paul Grein, escogió a «All About That Bass» como una de las canciones con mensaje más importante de los últimos tiempos. Sin embargo, algunos críticos expresaron que «All About That Bass» no promovía una imagen corporal positiva, como Trainor pretendía, por lo que se llegó a señalar al tema como antifeminista, y que avergonzaba a las mujeres delgadas. Fatima Robinson dirigió el vídeo musical, en un lapso de dos días el 8 de mayo de 2014, y se estrenó en el sitio web de Idolator el 10 de junio de 2014. En el vídeo, los medios sociales jugaron un papel importante, Robinson escogió a Sione Maraschino, estrella de la aplicación Vine como uno de los bailarines, quien luego publicó el vídeo en Youtube y Twitter, haciéndose viral.
«Lips Are Movin» fue estrenado como el segundo sencillo el 21 de octubre de 2014. La canción alcanzó la cuarta posición en Estados Unidos, siendo su segundo top cinco en dicho territorio. En otros países figuró entre los cinco más importantes, como en Australia, Escocia, España, Hungría, Irlanda, Nueva Zelanda y Reino Unido. En lo que concierne a las críticas, fue bien recibido, además llegó a ser comparado con su predecesor, y se le reconoció como la canción que desencasillaba a Trainor de su estado de one hit wonder. Jessica Lever, de 4Music, lo llamó «otro clásico del pop» y dijo que con el mismo descaro de su debut, también va a sacudir el mundo de la música. Su vídeo musical se estrenó el 19 de noviembre en la cuenta VEVO de la artista y fue dirigido por Philip Andelman, El vídeo fue financiado por Hewlett-Packard, para promocionar el ordenador HP Pavilion, además contó con la participación de varios influencers, como Les Twins, Chachi González, las estilistas Sara Escudero y Kristin Ess, y los actores estadounidenses Marcus Johns, Cody Johns, y Robby Ayala.
«Dear Future Husband», se estrenó en la radio contemporánea de Estados Unidos el 17 de marzo de 2015, como tercer sencillo del álbum. Ha logrado ingresar al top treinta de Estados Unidos, Escocia, Nueva Zelanda y Reino Unido. Además logró el top diez en Australia. El 17 de mayo de 2015, Trainor y John Legend interpretaron en vivo el tema «Like I'm Gonna Lose You» durante los Billboard Music Awards, En esa misma premiación, pese a estar nominada a nueve categoría, la artista solo ganó dos premios, ambos por «All About That Bass», como canción Hot 100 y digital. Luego de su presentación de «Like I'm Gonna Lose You» en los premios, la artista lo lanzó como cuarto sencillo el 23 de junio de 2015. De inmediato, el sencillo se ubicó como número uno en Australia y Nueva Zelanda, donde además ganó disco de platino y oro respectivamente.

### Interpretaciones en directo

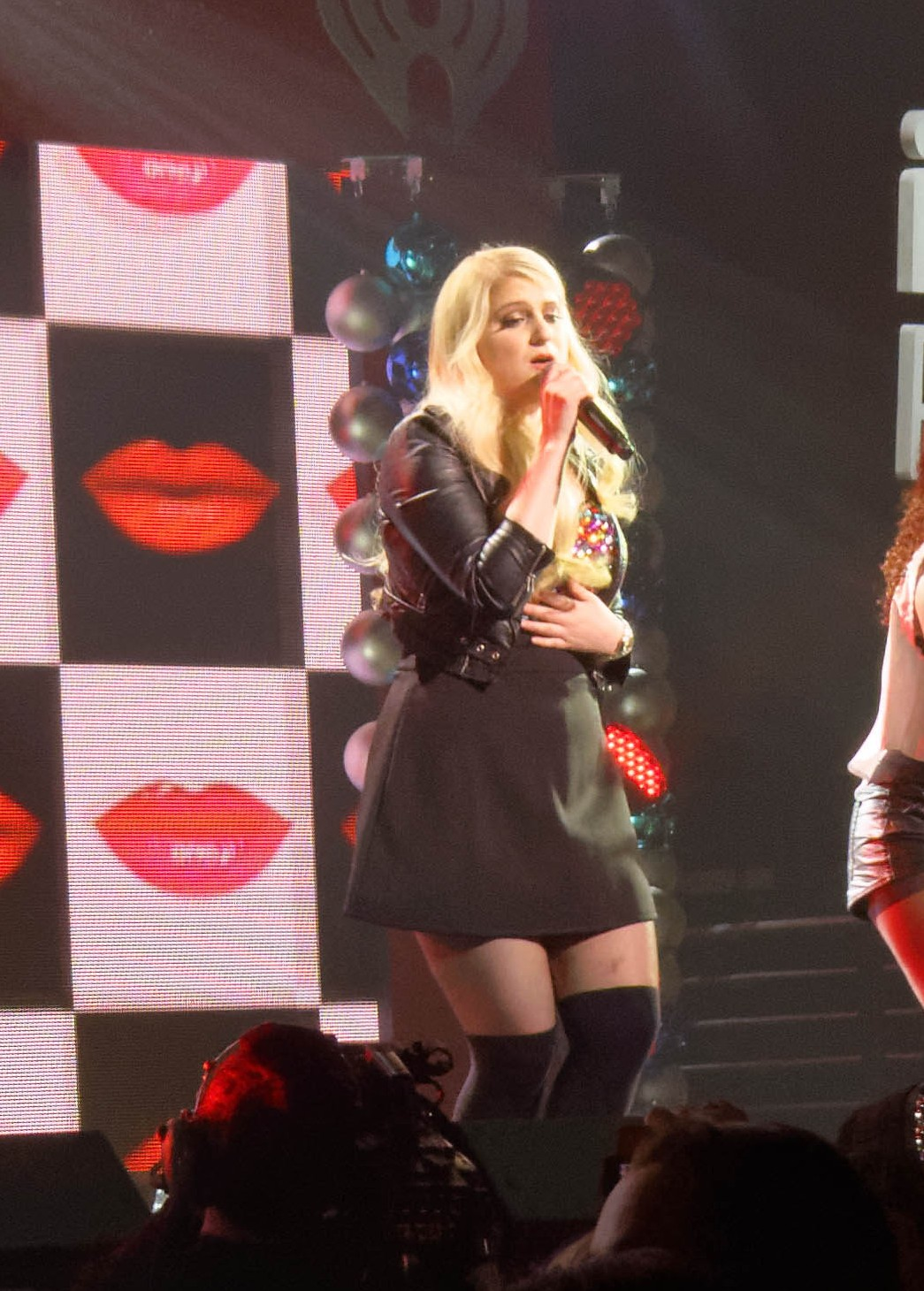
Trainor interpretando «Lips Are Movin» en el Jingle Ball Tour de 2014.

Trainor promovió el álbum Title en diferentes programas de televisión, conciertos y apariciones públicas. La cantante interpretó por primera vez una canción del álbum; «All About That Bass» en un concierto de Emily West en Nashville, el 16 de julio de 2014, e hizo su debut en la televisión en el programa Live! with Kelly and Michael. Trainor interpretó «All About That Bass» junto con Jimmy Fallon y The Roots en el talk show The Tonight Show Starring Jimmy Fallon, donde usaron una variedad de instrumentos, como un triángulo y un kazoo. El 11 de septiembre, se presentó en el programa The Ellen DeGeneres Show, donde la conductora le otorgó una placa de platino de Sony Music para su primer sencillo. El 18 de septiembre, Trainor debuta en Australia, donde interpretó «All About That Bass» en la sexta temporada de la versión de The X Factor de ese país. La artista el 18 de septiembre hizo un mash-up de ese tema junto con «Shake It Off» de Taylor Swift, en la emisora de radio australiana 2DayFM, Erin Strecker de Billboard, consideró la unión como «pegadiza».
Trainor volvió a interpretar la canción a dúo con la cantante de country Miranda Lambert, en la entrega de Country Music Association el 5 de noviembre, antes Lambert había versionado el tema en un concierto, la presentación de ambas, llamó la atención de Brad Paisley, quien entró en la audiencia y dijo que Trainor pertenecía a la música country.
Trainor interpretó por primera vez en directo «Lips Are Movin» en el matutino de NBC Today el 5 de noviembre de 2014.
El 26 de noviembre, Trainor realizó un popurrí de «All About That Bass» y «Lips Are Movin» en la final de la decimonovena temporada del programa Dancing with the Stars de Estados Unidos. Un día después interpretó «Lips Are Movin» en el Macy's Thanksgiving Day Parade en Nueva York.
También interpretó varias pistas del álbum, como repertorio del Jingle Ball Tour de 2014. El 13 de diciembre, interpretó el tema «All About That Bass» en vivo, en la final de la decimotercera temporada de The X Factor en Reino Unido, al lado de los finalistas Ben Haenow (luego ganador), Fleur East y Andrea Faustini, la actuación recibió una ovación de pie de parte del panel de jueces del programa. La cantante interpretó el tema «Lips Are Movin» en la final de la séptima temporada de The Voice de Estados Unidos. El 15 de enero de 2015, la cantante interpretó una versión acústica de «Lips Are Movin», esto en el talk showde Jimmy Fallon. En marzo de 2015 la artista interpretó «Dear Future Husband» en los iHeartRadio Music Awards 2015, vestida de traje de marinera.
La gira That Bass Tour se anunció el 3 de noviembre de 2014, como apoyo al álbum. La banda australiana Sheppard, se encargó de abrir los conciertos de la gira en América del Norte. La gira abarca fechas en Europa y Oceanía. La gira inició el 11 de febrero de 2015 en Vancouver, Canadá y terminará el 4 de junio en Milán, Italia.

### Otras canciones
Varias de las canciones del álbum aparecieron en distintas listas musicales. Además, el 15 de diciembre de 2021 el videoclip de la canción homónima del álbum, que había sido incluñido en la versión deluxe de iTunes del álbum, fue subido al canal de YouTube de Meghan Trainor tras ganar popularidad las semanas anteriores en TikTok. Todo esto sin incluir promoción como sencillo de la canción.
| Canción           | Posiciones | Posiciones | Posiciones | Posiciones | Posiciones |
| Canción           | VAL        | ESP        | EUA        | NZ         | SUE        |
| ----------------- | ---------- | ---------- | ---------- | ---------- | ---------- |
| «Title»           | 31         | —          | 100        | 9          | —          |
| «No Good For You» | —          | 61         | —          | —          | 91         |

## Lista de canciones
- Edición estándar

| Title |                                             |                                                                   |                      |          |  |
| N.º   | Título                                      | Escritor(es)                                                      | Productor(es)        | Duración |  |
| 1.    | «The Best Part (interludio)»                | Meghan Trainor                                                    | Kevin Kadish         | 0:24     |  |
| 2.    | «All About That Bass»                       | Trainor · Kevin Kadish                                            | Kadish               | 3:07     |  |
| 3.    | «Dear Future Husband»                       | Trainor · Kadish                                                  | Kadish               | 3:04     |  |
| 4.    | «Close Your Eyes»                           | Trainor · Kadish                                                  | Kadish               | 3:40     |  |
| 5.    | «3am»                                       | Trainor · Chris Gelbuda · Ben Fagan · Todd Carey · Karen Thornton | Gelbuda              | 3:06     |  |
| 6.    | «Like I'm Gonna Lose You» (con John Legend) | Trainor · Justin Weaver · Caitlyn Smith                           | Gelbuda · Trainor    | 3:45     |  |
| 7.    | «Bang Dem Sticks»                           | Trainor · James Morales · Mattew Morales · Julio Rodríguez        | The Elev3n · Trainor | 3:01     |  |
| 8.    | «Walkashame»                                | Trainor · Kadish                                                  | Kadish               | 2:59     |  |
| 9.    | «Title»                                     | Trainor · Kadish                                                  | Kadish               | 2:56     |  |
| 10.   | «What If I»                                 | Trainor · Kadish                                                  | Kadish               | 3:20     |  |
| 11.   | «Lips Are Movin»                            | Trainor · Kadish                                                  | Kadish               | 3:02     |  |
| 32:27 |                                             |                                                                   |                      |          |  |

- Edición de lujo

| Title — Edición de lujo |                               |                                       |               |          |  |
| N.º                     | Título                        | Escritor(es)                          | Productor(es) | Duración |  |
| 12.                     | «No Good For You»             | Trainor · Brett James                 | J. R. Rottem  | 3:36     |  |
| 13.                     | «Mr. Almost» (con Shy Carter) | Trainor · Jesse Freasure · Shy Carter | Kadish        | 3:16     |  |
| 14.                     | «My Selfish Heart»            | Trainor                               | Kadish        | 3:46     |  |
| 15.                     | «Credit»                      | Trainor · Kadish                      | Kadish        | 2:51     |  |

| Title — Bonus track |                                              |                  |               |          |  |
| N.º                 | Título                                       | Escritor(es)     | Productor(es) | Duración |  |
| 16.                 | «I'll Be Home»                               | Trainor          | Trainor       | 3:39     |  |
| 17.                 | «All About That Bass» (Versión instrumental) | Trainor · Kadish | Kadish        | 3:08     |  |
| 18.                 | «Title» (Versión instrumental)               | Trainor · Kadish | Kadish        | 2:56     |  |

- Edición especial

| Title — Edición especial digital |                                |                  |               |          |  |
| N.º                              | Título                         | Escritor(es)     | Productor(es) | Duración |  |
| 16.                              | «What I If» (versión guitarra) | Trainor · Kadish | Kadish        | 3:18     |  |
| 17.                              | «Title» (acústico)             | Trainor · Kadish | Kadish        | 2:55     |  |
| 18.                              | «I'll Be Home»                 | Trainor          | Trainor       | 3:39     |  |

| Title — Edición especial física |                                |                        |                |          |  |
| N.º                             | Título                         | Escritor(es)           | Productor(es)  | Duración |  |
| 16.                             | «Good to Be Alive»             | Trainor · Ryan Trainor | Justin Tranter | 3:47     |  |
| 17.                             | «What I If» (versión guitarra) | Trainor · Kadish       | Kadish         | 3:18     |  |
| 18.                             | «Title» (acústico)             | Trainor · Kadish       | Kadish         | 2:55     |  |
| 19.                             | «I'll Be Home»                 | Trainor                | Trainor        | 3:39     |  |

| Title — DVD |                                              |                     |          |  |
| N.º         | Título                                       | Director(es)        | Duración |  |
| 19.         | «Title» (vídeo musical)                      | Anthony Phan        | 2:55     |  |
| 20.         | «All About That Bass» (vídeo musical)        | Fatima Robinson     | 3:10     |  |
| 21.         | «All About That Bass» (detrás de cámara)     |                     | 2:08     |  |
| 22.         | «Dear Future Husband» (vídeo musical)        | Robinson            | 3:21     |  |
| 23.         | «Dear Future Husband» (detrás de cámara)     |                     | 1:56     |  |
| 24.         | «Like I'm Gonna Lose You» (vídeo musical)    | Constellation Jones | 3:47     |  |
| 25.         | «Like I'm Gonna Lose You» (detrás de cámara) |                     | 3:41     |  |

## Posicionamiento en listas

### Semanales
| País              | Lista                           | Mejor posición |
| 2015              | 2015                            | 2015           |
| ----------------- | ------------------------------- | -------------- |
| Alemania          | Offizielle Top 100              | 14             |
| Australia         | ARIA Top 50 Albums              | 1              |
| Austria           | Top 75 Longplay                 | 13             |
| Bélgica (Flandes) | Ultratop 50 Albums              | 55             |
| Bélgica (Valonia) | Ultratop 40 Albums              | 57             |
| Canadá            | Canadian Albums                 | 1              |
| Corea del Sur     | Gaon Albums Charts              | 49             |
| Corea del Sur     | Gaon International Albums Chart | 9              |
| Dinamarca         | Danish Album Top-40             | 10             |
| Escocia           | Scottish Albums Chart           | 1              |
| España            | Top 100 Álbumes                 | 4              |
| Estados Unidos    | Billboard 200                   | 1              |
| Estados Unidos    | Digital Albums                  | 1              |
| Estados Unidos    | Tastemaker Albums               | 2              |
| Estados Unidos    | Top Album Sales                 | 1              |
| Finlandia         | Finnish Top 40 Albums           | 13             |
| Francia           | French Albums Chart             | 30             |
| Grecia            | Top 75 Albums Sales Chart       | 14             |
| Hungría           | Hungarian Albums Chart          | 40             |
| Irlanda           | Irish Albums Chart              | 4              |
| Italia            | Top 100 Artisti                 | 53             |
| Japón             | Oricon Albums Chart             | 58             |
| México            | Top 100 México                  | 36             |
| Noruega           | Album Top 40                    | 8              |
| Nueva Zelanda     | New Zealand Albums Charts       | 1              |
| Países Bajos      | Albums Top 100                  | 14             |
| Portugal          | Portuguese Albums Charts        | 27             |
| Reino Unido       | UK Albums Chart                 | 1              |
| Sudáfrica         | RiSA Albums Chart               | 15             |
| Suecia            | Swedish Top 60 Albums           | 5              |
| Suiza             | Swiss Albums Chart              | 2              |
| Taiwán            | Taiwanese Albums Chart          | 6              |

#### Sucesión en listas
| Predecesor: 1989 de Taylor Swift Node de Northlane | Australian Top 50 Albums — Álbum número uno 25 de enero de 2015 — 2 de febrero de 2015 10 de agosto de 2015 — 17 de agosto de 2015 | Sucesor: 1989 de Taylor Swift Compton de Dr. Dre |
| Predecesor: 1989 de Taylor Swift                   | Canadian Albums — Álbum número uno 31 de enero de 2015 — 7 de febrero de 2015                                                      | Sucesor: A.B/A.P de Fall Out Boy                 |
| Predecesor: A.B/A.P de Fall Out Boy                | Scottish Albums Chart — Álbum número uno 1 de febrero de 2015 — 8 de febrero de 2015                                               | Sucesor: Shadows in the Night de Bob Dylan       |
| Predecesor: 1989 de Taylor Swift                   | Billboard 200 — Álbum número uno 31 de enero de 2015 — 7 de febrero de 2015                                                        | Sucesor: A.B/A.P de Fall Out Boy                 |
| Predecesor: 1989 de Taylor Swift                   | Digital Albums — Álbum número uno 31 de enero de 2015 — 7 de febrero de 2015                                                       | Sucesor: A.B/A.P de Fall Out Boy                 |
| Predecesor: 1989 de Taylor Swift                   | Top Album Sales — Álbum número uno 31 de enero de 2015 — 7 de febrero de 2015                                                      | Sucesor: A.B/A.P de Fall Out Boy                 |
| Predecesor: x de Ed Sheeran Stages de Josh Groban  | New Zealand Albums Chart — Álbum número uno 19 de enero de 2015 — 2 de febrero de 2015 10 de agosto de 2015 — 17 de agosto de 2015 | Sucesor: 1989 de Taylor Swift Compton de Dr. Dre |
| Predecesor: Uptown Special de Mark Ronson          | UK Albums Chart — Álbum número uno 1 de febrero de 2015 — 8 de febrero de 2015                                                     | Sucesor: Shadows in the Night de Bob Dylan       |

### Anuales
| País           | Lista                    | Mejor posición |
| 2015           | 2015                     | 2015           |
| -------------- | ------------------------ | -------------- |
| Alemania       | German Albums Top 100    | 96             |
| Australia      | ARIA Albums Chart        | 5              |
| Canadá         | Canadian Albums          | 28             |
| Dinamarca      | Danish Album Top-100     | 33             |
| Estados Unidos | Billboard 200            | 5              |
| Estados Unidos | Digital Albums           | 16             |
| Nueva Zelanda  | New Zealand Albums Chart | 7              |
| Reino Unido    | UK Albums Chart          | 17             |
| Suecia         | Swedish Albums Chart     | 19             |
| Suiza          | Swiss Albums Chart       | 78             |

## Certificaciones
| País                                     | Organismo certificador                   | Certificación                            | Ventas certificadas | Ref.     |
| ---------------------------------------- | ---------------------------------------- | ---------------------------------------- | ------------------- | -------- |
| Australia                                | ARIA                                     | 2× Platino                               | 140 000             | [ 123 ]  |
| Brasil                                   | ABPD                                     | Oro                                      | 20 000              | [ 191 ]  |
| Canadá                                   | CRIA                                     | Oro                                      | 40 000              | [ 94 ]   |
| Dinamarca                                | IFPI — Dinamarca                         | Platino                                  | 60 000              | [ 192 ]  |
| Estados Unidos                           | RIAA                                     | 3× Platino                               | 3 000               | [ 92 ]   |
| México                                   | AMPROFON                                 | Platino                                  | 60,000              | [ 194 ]  |
| Nueva Zelanda                            | RMNZ                                     | Platino                                  | 15 000              | [ 124 ]  |
| Polonia                                  | ZPAV                                     | 2× Platino                               | 20 000              | [ 107 ]  |
| Reino Unido                              | BPI                                      | Platino                                  | 300 000             | [ 114 ]  |
| Suecia                                   | GLF                                      | Platino                                  | 40 000              | [ 195 ]  |
| Total de ventas certificadas en 8 países | Total de ventas certificadas en 8 países | Total de ventas certificadas en 8 países | 3 690 000           | [ n. 8 ] |

## Historial de lanzamientos
| País           | Fecha                   | Formato               | Edición            | Discográfica     | Ref.            |
| -------------- | ----------------------- | --------------------- | ------------------ | ---------------- | --------------- |
| Australia      | 9 de enero de 2015      | CD · descarga digital | Estándar · de lujo | Epic Records     | [ 4 ] [ 46 ]    |
| Nueva Zelanda  | 9 de enero de 2015      | CD · descarga digital | Estándar · de lujo | Epic Records     | [ 5 ] [ 196 ]   |
| Alemania       | 13 de enero de 2015     | CD · descarga digital | Estándar · de lujo | Epic Records     | [ 197 ] [ 198 ] |
| Alemania       | 13 de enero de 2015     | Disco de vinilo       | Estándar           | Epic Records     | [ 199 ]         |
| Canadá         | 13 de enero de 2015     | CD · descarga digital | Estándar · de lujo | Epic Records     | [ 7 ] [ 200 ]   |
| España         | 13 de enero de 2015     | CD · descarga digital | Estándar · de lujo | Epic Records     | [ 201 ] [ 202 ] |
| Estados Unidos | 13 de enero de 2015     | CD · descarga digital | Estándar · de lujo | Epic Records     | [ 6 ] [ 203 ]   |
| Estados Unidos | 13 de enero de 2015     | Disco de vinilo       | Estándar           | Epic Records     | [ 204 ]         |
| Reino Unido    | 13 de enero de 2015     | Disco de vinilo       | Estándar           | Epic Records     | [ 205 ]         |
| Irlanda        | 23 de enero de 2015     | CD · descarga digital | Estándar · de lujo | Epic Records     | [ 206 ] [ 207 ] |
| Reino Unido    | 26 de enero de 2015     | CD · descarga digital | Estándar · de lujo | Epic Records     | [ 208 ] [ 209 ] |
| Japón          | 4 de marzo de 2015      | CD · descarga digital | Estándar · de lujo | Sony Music Japan | [ 121 ]         |
|                | 20 de noviembre de 2015 | CD · descarga digital | Especial           | Epic Records     | [ 174 ]         |

## Créditos y personal
- Meghan Trainor: compositora, programación adicional, productora ejecutiva, guitarra acústica, piano, palmoteo, artista principal, voz, respaldo vocal, ukulele.
- Jason Angel: grabación
- David Baron: saxofón barítono, bajo eléctrico, celesta, clavinet, piano eléctrico, corno francés, órgano Hammond, sintetizador, saxofón tenor.
- Anita Marisa Boriboon: directora artística, diseñadora.
- Todd Carey: compositor.
- Shy Carter: compositor, artista invitado.
- Eleonore Denig: violín.
- The Elev3n: productores, compositores.
- Ben Fagan: compositor.
- Shannon Forest: batería.
- Jesse Frasure: compositor.
- Chris Gelbuda: producción, programación, grabación, compositor.
- Jim Hoke: saxofón barítono, saxofón tenor, flauta.
- Brett James: compositor.
- Kevin Kadish: voz, guitarra acústica, respaldo vocal, bajo eléctrico, guitarra clásica, batería, programación, guitarra eléctrica, contrabajo eléctrico, ingeniero, mezcla, órgano, piano, compositor, productor ejecutivo, diseñador de sonido, sintetizador, ukulele, vibraslap.
- Samuel Kalandijan: ingeniero, mezcla, grabación.
- Dave Kutch: máster de grabación.
- John Legend: artista invitado.
- Jeremy Lister: respaldo vocal.
- Manny Marroquin: mezcla.
- Brooke Nipar: fotografía.
- Paul Pontius: A&R.
- J.R. Rotem: bajo eléctrico, corno, batería, órgano, piano, producción.
- Caitlyn Smith: compositora.
- Karen Thornton: compositora.
- Kenta Yonesaka: Asistente de grabación.
- Compañías discográficas: Epic Records y Sony Music Entertainment.

Fuente: Notas del disco y Allmusic.